# Brigade anticommando
Ne pas confondre avec les brigades anti-criminalité, qui dépendent aussi de la Police nationale.
Pour les articles homonymes, voir BAC.
La brigade anti-commando ou BRI-anti-commando (que l'on désigne aussi BRI-BAC — ou « BRI en formation BAC » — pour la différencier des brigades anticriminalités) et récemment renommée BRI Unité Contre-Terrorisme est une formation temporaire activée par la préfecture de police de Paris (PP) à l'occasion d'événements exceptionnels (attaque terroriste, prise d'otages massive, retranchement de malfaiteurs etc.). Elle est constituée par la brigade de recherche et d'intervention de la préfecture de police (BRI-PP) avec le renfort d'autres formations de la PP.
Elle est l'une des composantes de la force d'intervention de la Police nationale (FIPN) (lorsque cette dernière formation est activée) avec le RAID (Recherche, assistance, intervention, dissuasion).

## Historique
Au lendemain de la prise d'otages des Jeux olympiques de Munich, les autorités françaises constatent qu’il n’existe aucune unité formée pour traiter ce type de situation d’urgence. À Paris, la préfecture de police forme alors, dès 1972, la brigade anti-commando qui, avec le premier GIPN, créé la même année à Marseille, constitue la plus ancienne unité d'intervention française.

## Missions et organisation

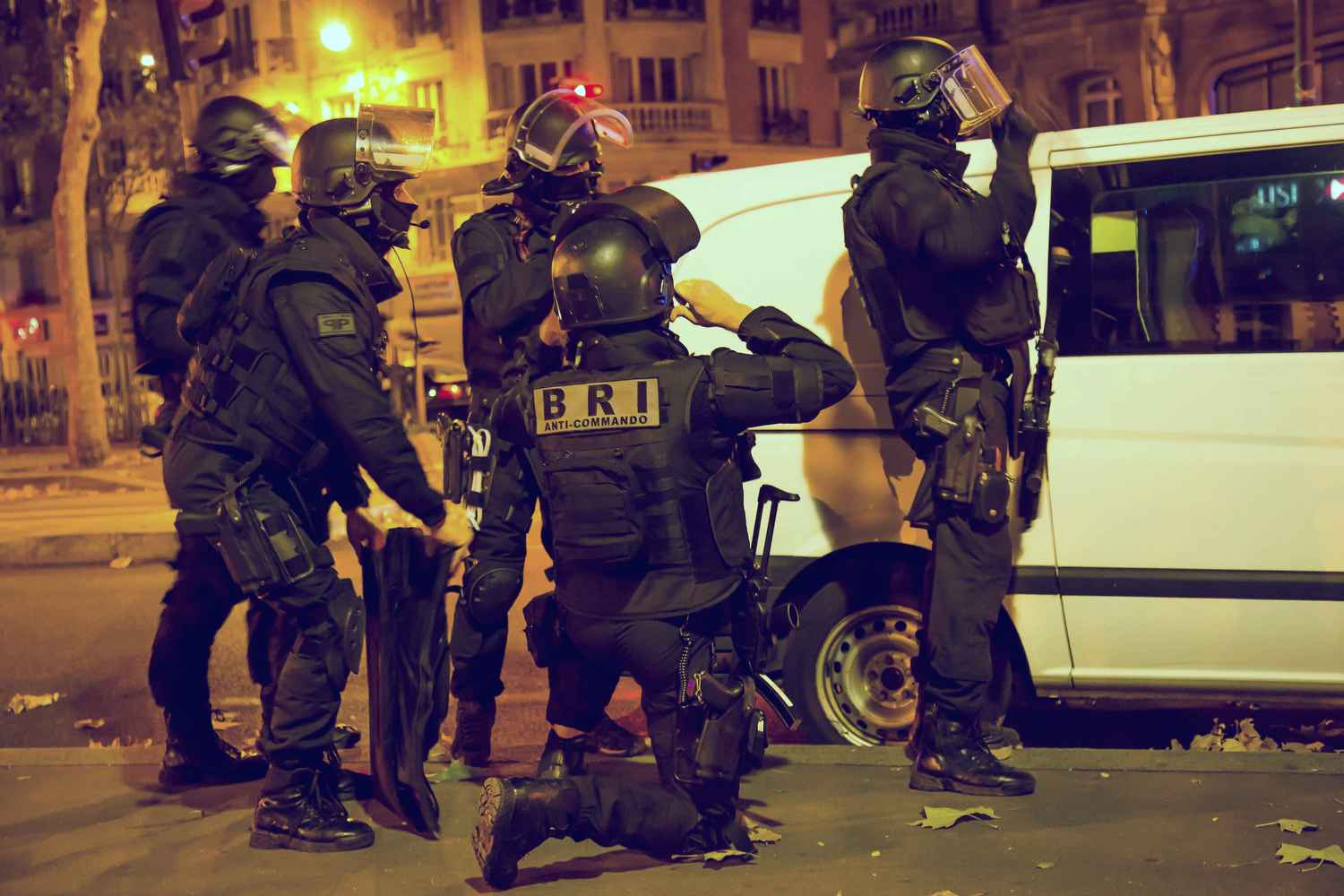
Intervention nocturne de la Brigade anticommando, Porte-de-Versailles (2017).

La brigade anti-commando de la préfecture de police est placée sous l'autorité du chef de la brigade de recherche et d'intervention de la direction régionale de la police judiciaire de Paris. Ses missions et son organisation sont définies par arrêté du préfet de police. À la demande du directeur général de la police nationale, elle peut être appelée à intervenir dans l'ensemble du territoire national, sur décision du préfet de police.

Le chef de la BRI-PP (normalement un commissaire divisionnaire) assume la direction de la brigade anti-commando lorsque cette dernière est activée. À noter que l'intervention n'est que l'une des missions de la BRI-PP, qui est une unité permanente de police judiciaire, alors qu'elle est la mission principale de la brigade anti-commando. 

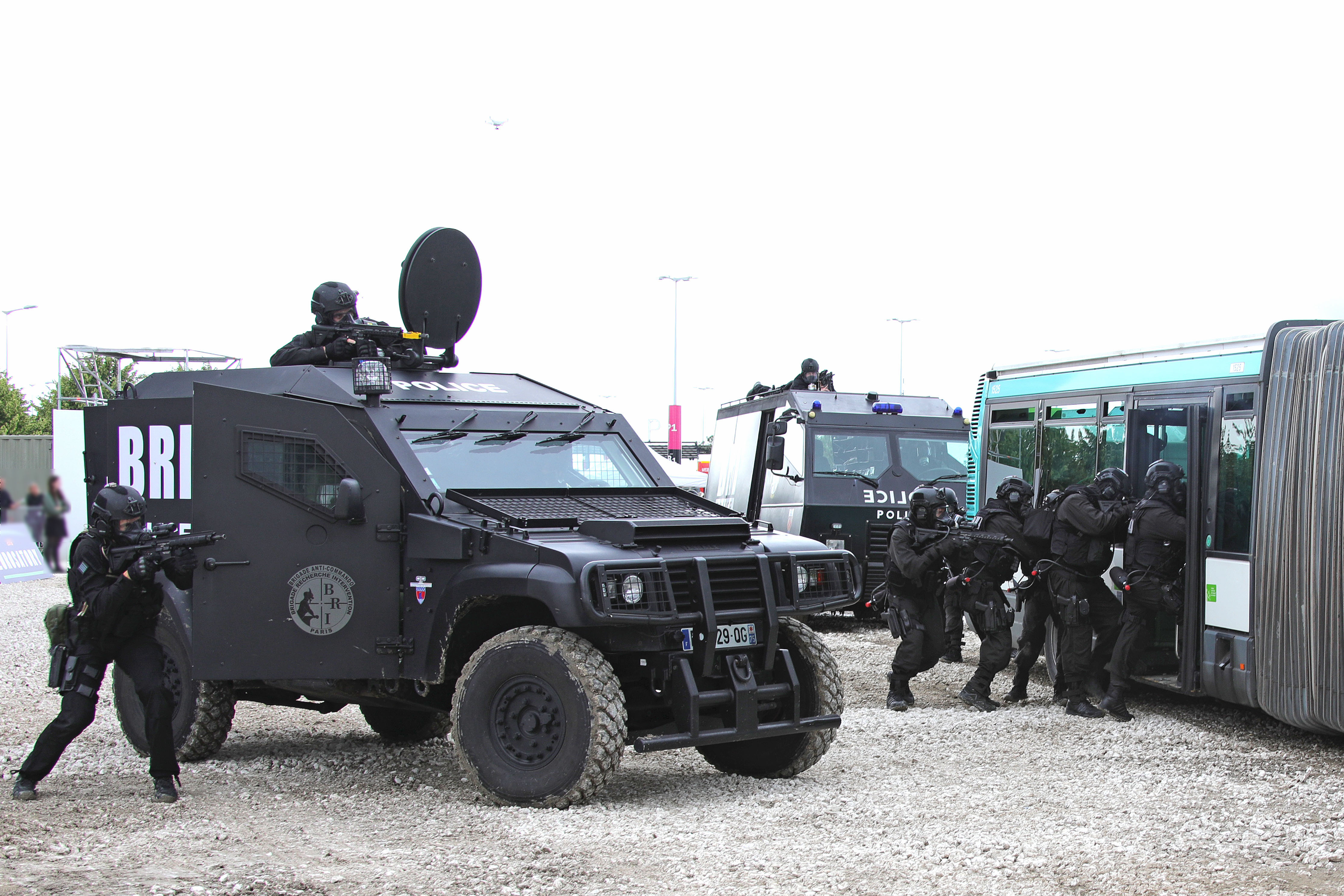
Exercice de libération d'otages dans un bus - 2018.

Positionnement des unités d'intervention

En cas d'activation de la Force d'intervention de la Police nationale, cette dernière est placée sous l'autorité du chef du RAID, sauf sur le territoire parisien où la BRI-PP est prioritaire et dirige les opérations.